# El Mercurio (Ecuador)
Diario El Mercurio es un periódico ecuatoriano fundado el 22 de octubre de 1924. Se edita en la ciudad de Cuenca.
Es miembro de la Sociedad Interamericana de Prensa (SIP) y de la Asociación Ecuatoriana de Editores de Periódicos (AEDEP).
El periódico tiene un formato tamaño normalizado de tres secciones.

## Cuadernillos o revistas adicionales de El Mercurio
Junto con la edición de manera periódica circulan dos suplementos: los domingos y sábados.
El primero, denominado “Ellas y Ellos”, dedicado especialmente a los jóvenes. Contiene temas de opinión, lectura amena, para la familia y demás elementos de interés para los jóvenes. En sus páginas aparecen varios nombres de periodistas y escritores de la región.
El segundo, es el suplemento “Mercurito”, dedicado a los niños. Contiene entretenimientos, juegos, cuentos, ciencia, relatos históricos y actividades para los menores.